# Knochenganoiden
Die Knochenganoiden (Holostei [von griech. „holosteos“ = ganz knöchern]), auch Knochenschmelzschupper genannt, sind eine Gruppe von urtümlichen Knochenfischen, die heute nur noch mit acht Arten in Nord- und Mittelamerika sowie auf Kuba vorkommen, im Mesozoikum (Erdmittelalter) aber in großer Formenvielfalt weltweit verbreitet waren. Zu den heutigen Arten gehören die bis zu drei Meter langen Knochenhechte (Lepisosteidae), die äußerlich dem Hecht ähnlich sehen und als Stoßräuber in Flüssen und Seen Nord- und Mittelamerikas leben, sowie die Kahlhechte (Amia), auch Schlammfische genannt, aus dem östlichen Nordamerika.

## Merkmale

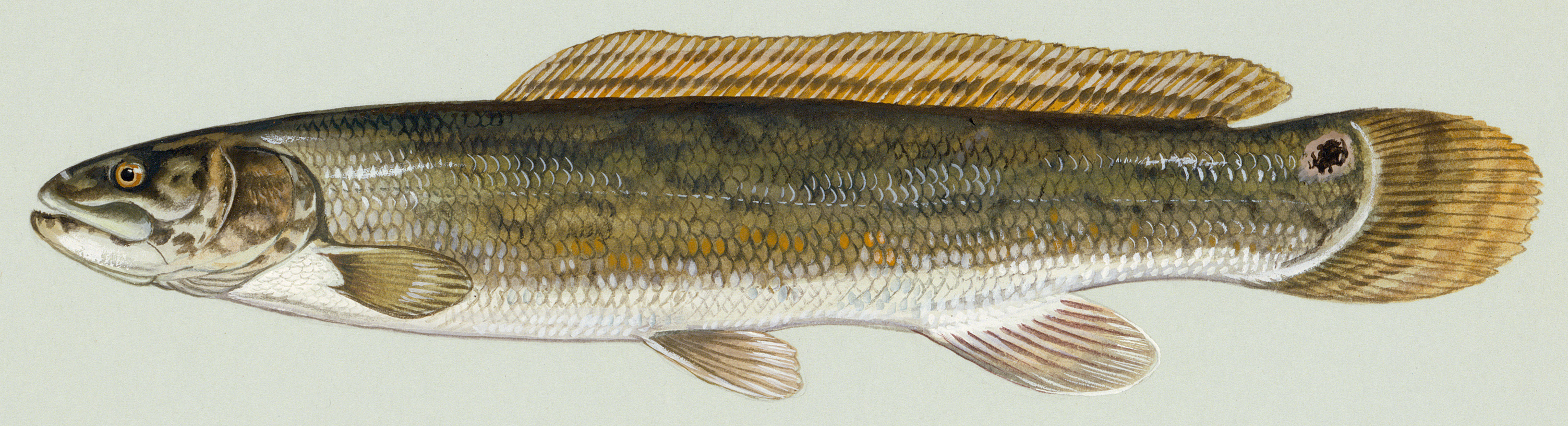
Kahlhecht

Knochenganoide sind im Allgemeinen große bis mittelgroße Fische, die einen langgestreckten, im Querschnitt runden Körper haben. Mit Kyphosichthys ist lediglich eine wirklich hochrückige Gattung bekannt (Dapedium wird heute von vielen Wissenschaftlern als Stammgruppenvertreter der Teleostei angesehen). Der Körper ist mit Ganoidschuppen beschuppt, eine urtümliche Schuppenart, die aus einer knöchernen Unterlage besteht, die mit einer perlmuttartig glänzenden Schicht aus Ganoin überzogen ist, bei der die Cosminschicht aber schon verloren gegangen ist. Das Innenskelett ist vollständig verknöchert. Wirbelkörper sind ausgebildet. Die Schwanzflosse ist äußerlich fast symmetrisch, das Schwanzflossenskelett innerlich aber deutlich heterocerk. Im Schultergürtel ist das Schlüsselbein verloren gegangen. Der Darm weist einen Rest einer Spiralfalte auf (noch vier Windungen bei Lepisosteus). Die dorsal liegende Schwimmblase kann bei den rezenten Arten zum Atmen atmosphärischer Luft genutzt werden, wie es bei den ausgestorbenen Formen war, bleibt unbekannt. Die Anzahl der Flossenstrahlen ist meist niedrig und entspricht bei den unpaarigen Flossen der Anzahl der Flossenträger.
Die Knochenganoiden sind am besten über ihren Kiefermechanismus zu diagnostizieren. Bei den Palaeonisciformes war das Maul lang mit weit hinten liegenden Mundwinkeln. Bei den Knochenganoiden ist es kürzer, die Maxillare ist verkürzt und hat ihre hintere Verlängerung verloren. Der Kontakt zum Vorkiemendeckel und zum Ectopterygoid ging verloren, ebenso der Kontakt mit den Knochen unterhalb der Orbita. Am oberen Rand der Maxillare ist mit der Supramaxillare oft noch ein weiterer Knochen hinzugekommen. Der Vorkiemendeckel ist zu einem mondsichelförmigen Vorderrand des Kiemendeckels reduziert worden und das neu hinzugekommene Interoperculum schließt die Lücke in der Kehlregion, die bei der Vorwärtsbewegung der Kiefer entsteht. Die Orbita ist hinten und unten weiterhin von circumorbitalen Knochen umgeben aber die vollständige Knochenbedeckung der Kopfseiten ging verloren. Diese Region ist bei den Holostei mehr oder weniger „nackt“ oder mit unterschiedlichen Knochenplatten bedeckt.
Hyomandibulare, Os quadratum und Epiptpterygoid sind als Träger des Kieferapparats verstärkt und ein weiterer Knochen, das Symplecticum kann Os quadratum und Hyomandibulare verbinden.

## Geschichte

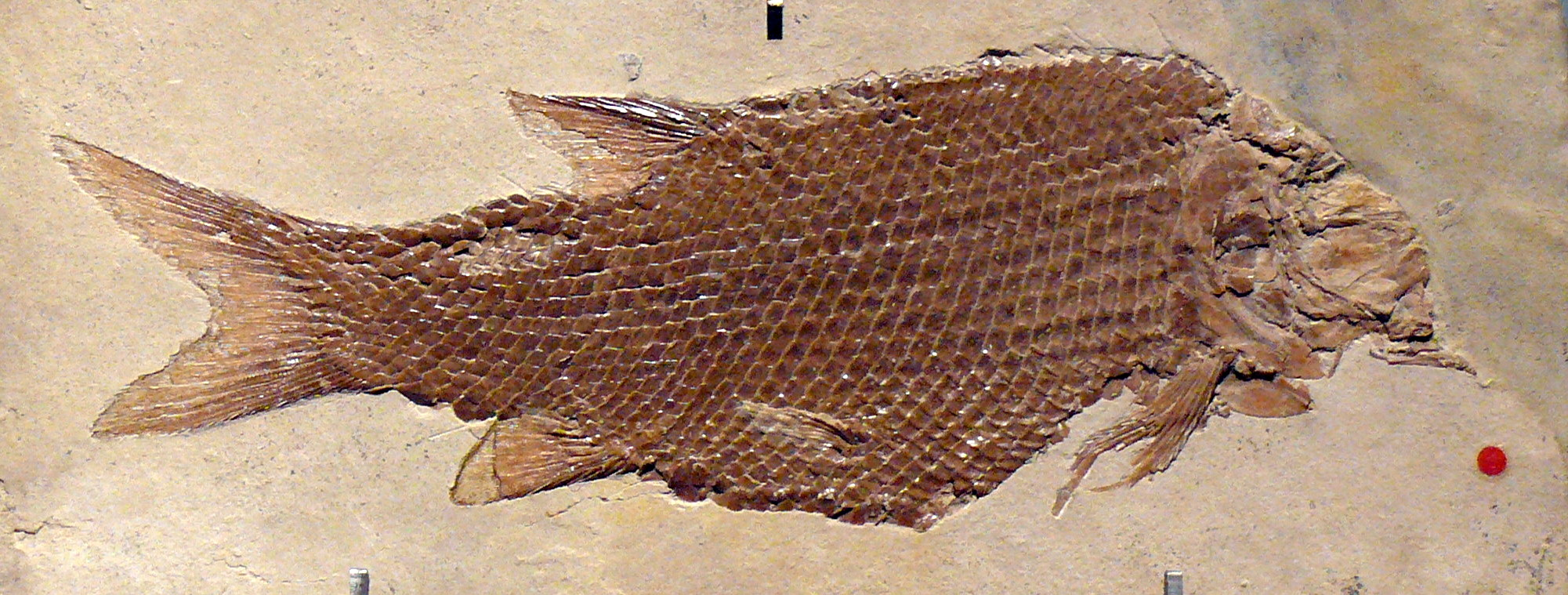
Fossil von Lepidotes notopterus aus der Ordnung Semionotiformes

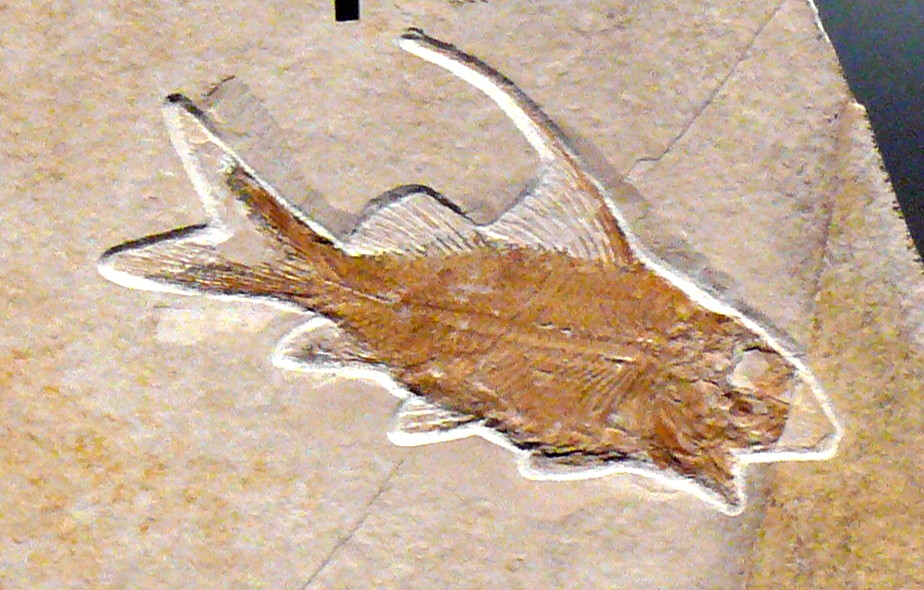
Fossil von Propterus sp. aus der Ordnung Macrosemiiformes

Der Begriff Holostei wurde zum ersten Mal von Johannes Müller, einem deutschen Meeresbiologen und vergleichenden Anatom, benutzt, um Polypterus und Lepisosteus zu vereinen. Amia, der vorher als Angehöriger der Clupeidae (Heringe) galt, wurde durch den deutsch-schweizerischen Naturwissenschaftler Carl Vogt hinzugefügt, nachdem er dessen Herz untersucht hatte. Polypterus wurde 1861 von Thomas Henry Huxley wieder aus der Gruppe ausgeschlossen. Im Folgenden bestand die Gruppe für mehr als 100 Jahre und wurde verwendet, um mesozoische und primitive rezente Knochenfische einer bestimmten Entwicklungsstufe zusammenzufassen. Dabei waren die Grenzen sowohl zu den ursprünglichen Knorpelganoiden (Chondrostei) als auch zu den höher entwickelten Echten Knochenfische (Teleostei) fließend. Die Fische der Übergangszone zwischen Chondrostei und Holostei wurden Subholostei genannt. Es bestand schon lange der Verdacht, dass es sich bei den Holostei um eine künstliche polyphyletische Gruppe handelt.
Im Laufe der 1970er und 1980er Jahre setzte sich nach Vergleichen der Schädelaußenknochen immer mehr die Ansicht durch, dass die Amiiformes, die Ordnung, zu der die Kahlhechte gehören, und die Teleostei einen gemeinsamen Vorfahren gehabt haben müssen. Das gemeinsame Taxon von Amiiformes und den Teleostei wurde Halecostomi genannt. Die Holostei wurden damit zu einem ungültigen Taxon.
In jüngerer Zeit zeigen allerdings sowohl molekularbiologische Untersuchungen als auch genauere und neu interpretierte Vergleiche der Morphologie, dass die Amiiformes näher mit den Lepisosteiformes verwandt sind als mit den Teleostei.
Im Jahr 2010 wurden die Holostei deshalb revalidiert.

## Äußere Systematik
|  | Knochenganoide (Holostei)                                                               |
|  |                                                                                         |
|  | \| \| Pachycormiformes † \| \| \| \| \| \| Echte Knochenfische (Teleostei). \| \| \| \| |
|  |                                                                                         |
|  | Pachycormiformes †                                                                      |
|  |                                                                                         |
|  | Echte Knochenfische (Teleostei).                                                        |
|  |                                                                                         |

|  | Pachycormiformes †               |
|  |                                  |
|  | Echte Knochenfische (Teleostei). |
|  |                                  |

|  | Knochenganoide (Holostei)                                                               |
|  |                                                                                         |
|  | \| \| Pachycormiformes † \| \| \| \| \| \| Echte Knochenfische (Teleostei). \| \| \| \| |
|  |                                                                                         |
|  | Pachycormiformes †                                                                      |
|  |                                                                                         |
|  | Echte Knochenfische (Teleostei).                                                        |
|  |                                                                                         |

|  | Pachycormiformes †               |
|  |                                  |
|  | Echte Knochenfische (Teleostei). |
|  |                                  |

## Innere Systematik
Innerhalb der Knochenganoiden lassen sich zwei Gruppen unterscheiden, die Ginglymodi mit den Knochenhechten und einigen ausgestorbenen Gruppen, sowie die Halecomorphi, deren Vertreter bis auf den Schlammfisch alle ausgestorben sind.
- Knochenganoiden (Holostei)
  - rangloses Taxon Ginglymodi[11]
    - Ordnung Dapediiformes †[12]

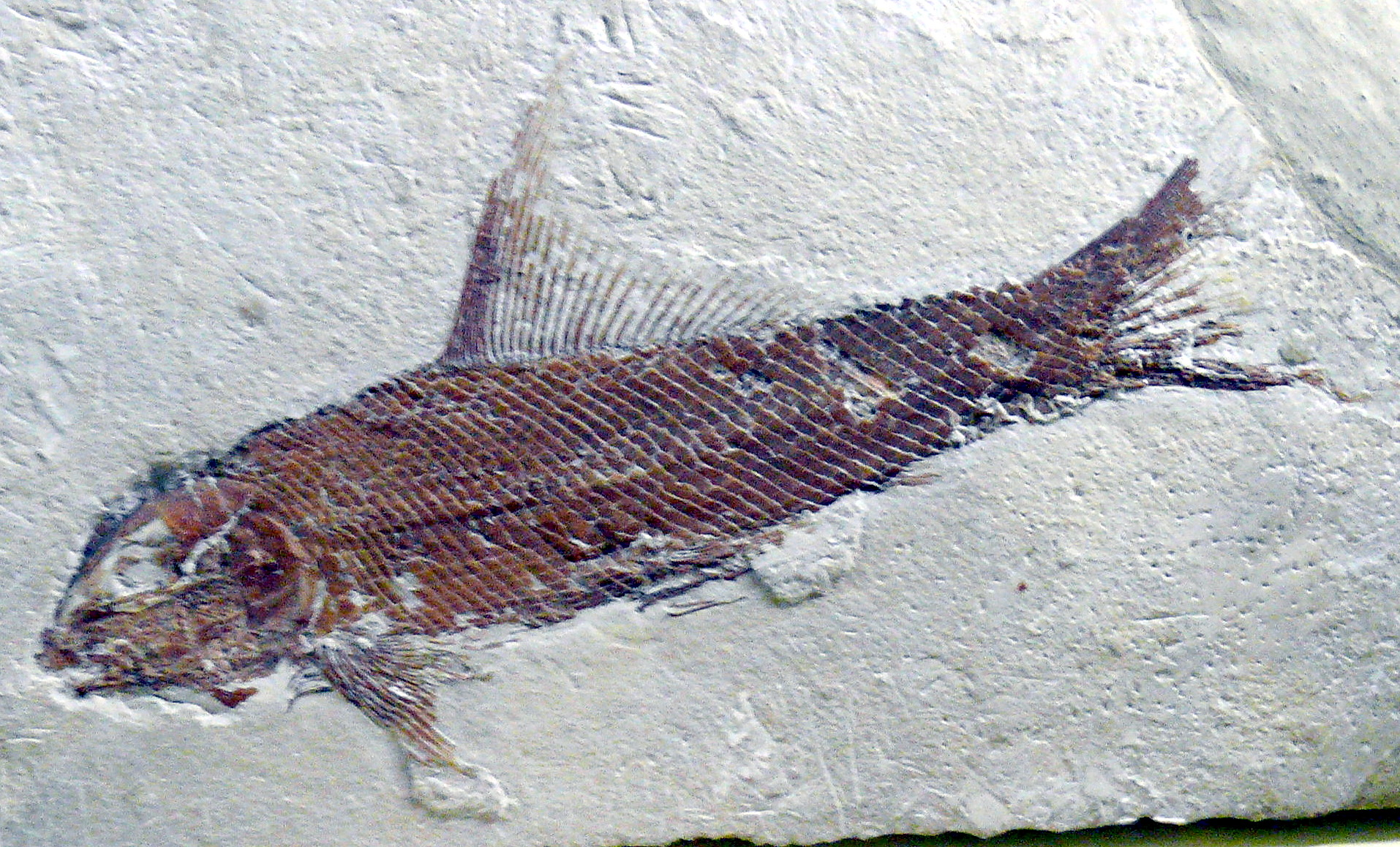
Fossil von Ophiopsis attenuata aus der Ordnung Ionoscopiformes

    - Ordnung Knochenhechtartige (Lepisosteiformes)
    - Ordnung Semionotiformes †
    - incertae sedis
      - Kyphosichthys †[13]

  - rangloses Taxon Halecomorphi
    - Ordnung Parasemionotiformes †
    - Ordnung Ionoscopiformes †
    - Ordnung Amiiformes
      - Familie Amiidae
      - Familie Caturidae †
      - Familie Liodesmidae †
      - Familie Sinamiidae †